# The Power of Love (제니퍼 러시의 노래)
The Power of Love는 1984년 제니퍼 러시 등이 공동으로 만든 노래이며 제니퍼 러시가 이를 처음 취입했다. 몇몇 가수가 이 노래를 불렀으며 그중에서 셀린 디온과 로라 브래니건, 에어 서플라이가 유명하다. 러시가 부른 원곡 버전은 1985년 영국 차트 1위를 달성하고 그해 최고로 많이 팔린 싱글이었다. 또한 유럽 몇 개국에서와 캐나다, 뉴질랜드, 오스트레일리아에서도 1위를 차지했다. 셀린 디온의 버전은 1994년 미국과 캐나다에서 1위를 했다. 이 노래는 여러 언어로 번안되어 대표적인 대중 가요가 되었다.

## 같이 보기
- 1994년 빌보드 핫 100 차트 1위 목록